# Аркадіуш Базак
Аркадіуш Богуслав Базак (пол. Arkadiusz Bogusław Bazak; нар. 12 січня 1939, Варшава, Польща) — польський актор театру, кіно, радіо і телебачення, також актор озвучування.

## Біографія
Аркадіуш Базак народився у Варшаві. Акторську освіту здобув у Державній вищій театральній школі в Кракові, яку закінчив в 1965 році. Дебютував на сцені в 1965 в Театрі імені Юліуша Словацького в Кракові. Актор театрів у Кракові та Варшаві. Грає в спектаклях «театру телебачення» з 1966 року і бере активну участь в радіопередачах «театру Польського радіо».

## Вибрана фільмографія
актор
- 1964 — Кінець нашого світу / Koniec naszego świata
- 1965 — Попіл / Popioły
- 1967 — Вестерплатте / Westerplatte
- 1967 — Коли любов була злочином / Kiedy miłość była zbrodnią
- 1969 — Знаки на дорозі / Znaki na drodze
- 1969 — Пригоди пана Міхала / Przygody pana Michała (тільки в 6-й серії)
- 1971 — Агент № 1 / Agent nr 1
- 1974 — Весна, пане сержанте! / Wiosna panie sierżancie
- 1974 — Потоп / Potop
- 1975 — Опало листя з дерев / Opadły liście z drzew
- 1976–1977 — Польські шляхи / Polskie drogi
- 1977 — Пристрасть / Pasja
- 1978 — Життя, сповнене ризику / Życie na gorąco (тільки в 1-й серії)
- 1979 — Ґолем / Golem
- 1980 — Кар'єра Никодима Дизми / Kariera Nikodema Dyzmy
- 1980 — Записки молодого варшав'янина / Urodziny młodego warszawiaka
- 1981 — Коноплянка / Konopielka
- 1982 — Знахар / Znachor
- 1986 — Золотий поїзд / Złoty pociąg / Trenul de aur
- 1989 — В'язень Європи / Jeniec Europy
- 1991 — Дуже важлива персона / V.I.P.
- 1992 — Ескадрон / Szwadron
- 1995–1998 — Екстрадиція / Ekstradycja
- 2002 — Відьмак / Wiedźmin (тільки в 7-й серії)
- 2003 — Давня легенда. Коли сонце було богом / Stara baśń: Kiedy słońce było bogiem

польський дубляж
- Сімнадцять миттєвостей весни
- Я, Клавдій
- Будинок із приколами
- Олівер Твіст
- мультфільми: Бен 10, Лис і мисливський пес, Лис і мисливський пес 2, Мулан 2, Вдома на пасовищі, Скубі-Ду і таємниця лохнеського чудовиська, Тачки 2 й ін..